# Junonia rhadama
Espèce
Junonia rhadama est un insecte lépidoptère de la famille des Nymphalidae.

## Dénomination
Junonia rhadama a été décrit par Jean-Baptiste Alphonse Dechauffour de Boisduval en 1833 sous le protonyme de Vanessa rhadama.
Synonyme : Precis rhadama.

### Noms vernaculaires
Junonia rhadama  se nomme en anglais Brilliant Blue, Morpho pansy, royal blue pansy.

## Description
Junonia rhadama, est un grand papillon de couleur bleu, une couleur bleue iridescente orné de lignes bleu plus foncé, aux reflets plus violacés chez la femelle avec deux gros ocelles noirs et rouge cerclés de blanc aux ailes postérieures.
Le revers est à lignes blanches, beige doré et marron clair avec deux gros ocelles marron foncé aux postérieures.

## Biologie

### Période de vol
Il vole toute l'année mais à La Réunion en plus grand nombre en hiver

### Plantes hôtes
Ses plantes hôtes sont des acanthacées, dont Barleria lupulina ou Barlérie-houblon et Barleria prionitis ou Picanier jaune, Justicia gendarussa ou Ayapana marron à La Réunion et Stachytarpheta jamacinensis à l'ile Maurice,.

## Écologie et distribution
Junonia rhadama est présent  à Madagascar, en Tasmanie, aux  Comores et aux Mascareignes (ile Maurice, Rodrigues et La Réunion).
Cette espèce, originaire de Madagascar est arrivée aux Mascareignes à la fin du XIXe siècle.

### Biotope
Il réside en faible altitude sur les basses terres et près des cotes.

### Protection
Pas de statut de protection particulier.

## Philatélie
Mayotte a émis un timbre à l'effigie de Junonia rhadama en 2004.